# Canfora 1,2-monoossigenasi
La canfora 1,2-monoossigenasi è un enzima appartenente alla classe delle ossidoreduttasi, che catalizza la seguente reazione:
(+)-bornane-2,5-dione + rubredossina ridotta + O2 ⇄ 5-osso-1,2-canfolide + rubredossina ossidata + H2O
L'enzima richiede Fe2+.